# ルドルフ・マクジンスキ
ルドルフ・マクジンスキ（Rudolf Macudziński, 1907年4月29日 - 1986年2月2日）は、オーストリア＝ハンガリー帝国出身のピアノ奏者、作曲家。
オパティヤの生まれ。1919年からブルノ音楽院でレオシュ・ヤナーチェクとフランティシェク・ノイマンに音楽理論、ヴィレーム・クルツにピアノをそれぞれ学び、1927年に同音楽院のマスター・コースで引き続きクルツの薫陶を受けた。1930年から1945年までブラチスラヴァ放送の専属ピアノ奏者、1945年から1953年までスロヴァキア国立歌劇場のピアノ奏者を務めた。1953年からブラチスラヴァ舞台芸術アカデミーのピアノ講師を務め、1957年から同アカデミーの准教授、1968年から教授に昇進した。
ブラチスラヴァにて死去。